# (4444) Escher
(4444) Escher est un astéroïde de la ceinture principale.

## Description
(4444) Escher est un astéroïde de la ceinture principale. Il fut découvert par Per Rex Christensen, Leif Hansen, Hans Ulrik Nørgaard-Nielsen le 16 septembre 1985 à l'observatoire de La Silla. Il présente une orbite caractérisée par un demi-grand axe de 2,32 UA, une excentricité de 0,135 et une inclinaison de 7,39° par rapport à l'écliptique.
Il fut nommé en hommage à Maurits Cornelis Escher, artiste néerlandais, connu pour ses gravures sur bois, lithographies et mezzotintos souvent inspirées des mathématiques.

## Compléments